# Графиня Рудольштадт

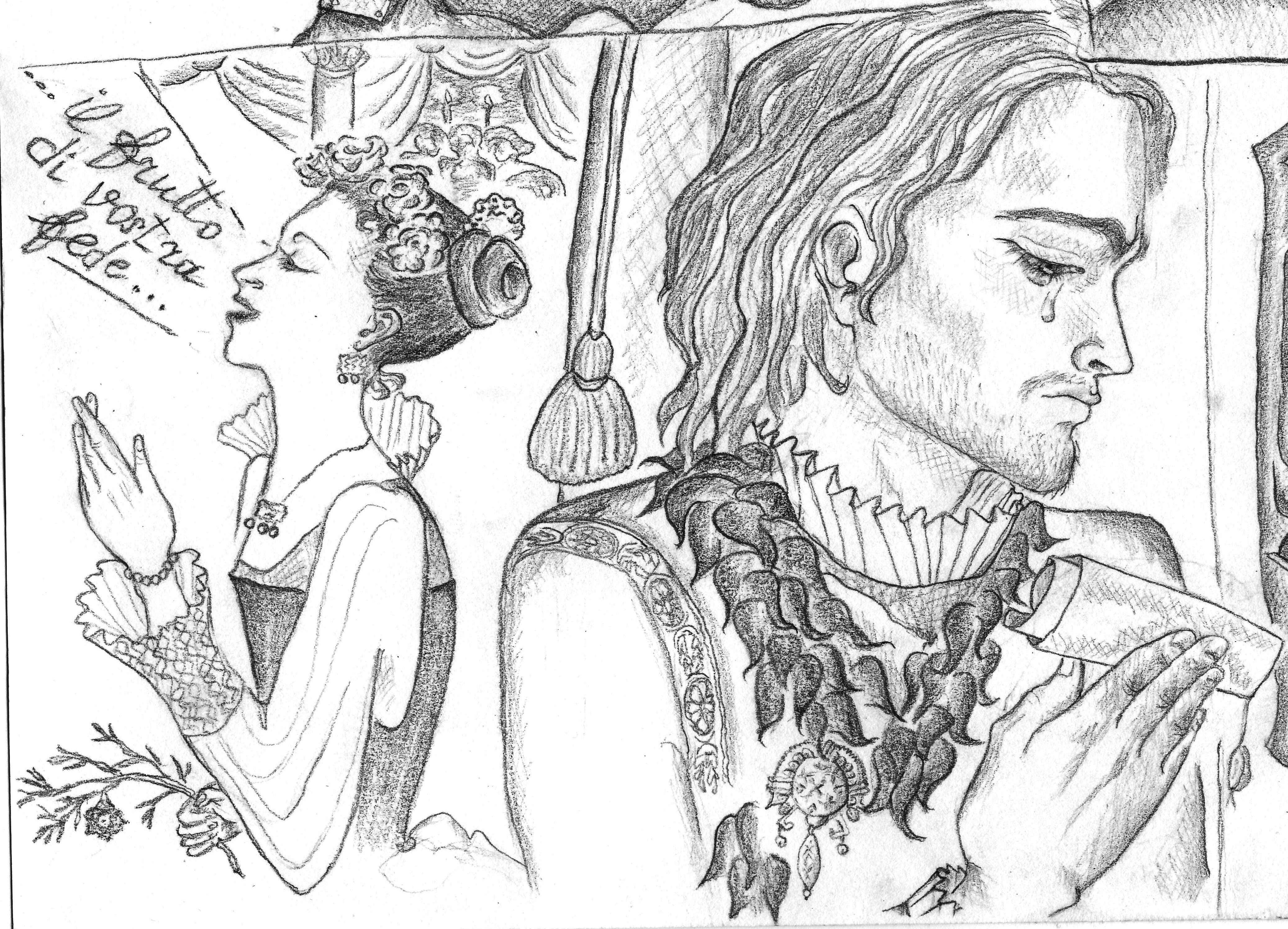
Граф Альберт видит Консуэло блистающей на оперной сцене

Графи́ня Рудольшта́дт (фр. La Comtesse de Rudolstadt) — роман Жорж Санд, являющийся продолжением романа «Консуэло».

## Идейная основа
«Графиня Рудольштадт» стала «готической площадкой» для ведения революционных рассуждений об обществе, семье и браке. На страницах романа «бушует пламя примитивного христианского республиканизма». По мнению Санд, именно этот «подземный тлеющий огонь воспламенил двухтысячелетнюю борьбу против деспотизма и догматизма».
Эта история восемнадцатого века предназначена для освещения мрака постреволюционной реставрации века девятнадцатого. Как писала Санд в письме 1842 года, романы явились для неё средством, «чтобы противостоять лжи сомнением, чтобы возопить об истине, что забыта».
По мнению Санд, эта серия романов не что иное, как вклад в «оккультную историю» человечества. «Графиня Рудольштадт» сочетает в себе стилистику готического романа с политическими призывами к революционным свободам. Эта «оккультная история» представляет собой обзор исторического сознания XIX века, но приобретает чёткие очертания лишь после ознакомления с сюжетом.
Санд использует Богемию, окутанную древней таинственной историей, в качестве противовеса авторитарной монархии века просвещённого абсолютизма, в котором Пруссия занимала главное место.
Кроме того, предвосхищая феминизм и суфражизм в частности, Санд методами романтизма отрицает «мужскую эстетику и мужское понимание истории».
Стремясь исправить гендерный дисбаланс, Санд вкладывает в уста своей героини-резонёра — матери Альберта, карги-сивиллы Ванды — сентенции о сексуальном равенстве.

## Сюжет
После описанной в конце романа «Консуэло» смерти графа Альберта от скоротечной болезни и тоски его молодая вдова Консуэло под именем Порпорины продолжает блистать на оперной сцене. Она приезжает в Берлин. Однако вскоре девушка вынуждена признать, что столь желанная карьера оперной дивы уже не приносит ей ожидаемого удовлетворения. Деспотичный режим прусского короля Фридриха угнетает артистов и публику. Порпорину огорчает, что в этой стране, в отличие от Франции, аплодисменты звучат или не звучат лишь по приказу короля.
Вскоре непостижимым для самой себя образом героиня оказывается участницей дворцовых заговоров. Неожиданно её вовлекают в виде посредницы в переписку опального барона Тренка с принцессой Амалией, сестрой короля, который сам начинает живо интересоваться певицей. В то же время в жизни Порпорины происходят таинственные случаи, пошатнувшие её душевный покой. Во время одного из выступлений она узнаёт среди зрителей своего усопшего около года назад мужа Альберта. Случай становится тяжёлым ударом для её психики. Консуэло склонна воспринимать явление графа из мира мёртвых как укор в свой адрес, так как она не успела предотвратить его безвременный конец.
Спустя какое-то время девушка повторно встречает Альберта или кого-то, очень похожего на него, во дворце. Её чувство вины только усугубляется, и в лихорадочном бреду Консуэло видит Альберта разгневанным на неё. Порпорину убеждают, что случайное внешнее сходство покойника со здравствующим авантюристом — придворным чародеем Трисмегистом — способно объяснить оба случая. Однако за полгода до того произошла ещё одна странная встреча, вкупе с новыми убедившая девушку в воскрешении Рудольштадта. Тогда маг Калиостро тайно под покровом тьмы показал ей Альберта на заседании какого-то тайного ордена, причём молодой граф выглядел приятно здоровым и бодрым.
Одержимая мыслью встретить Альберта во плоти, Консуэло ищет встречи с Трисмегистом. Но это не так просто: оказалось, что ежегодные посещения чародеем Берлина ограничиваются парой дней и он уже уехал в Варшаву. Консуэло вынуждена признать, что теперь ею владеет только одна страсть: а именно поздно проснувшаяся любовь к опочившему супругу Подебраду.
С тех пор, как Альберт умер, я люблю его, думаю лишь о нём одном, не могу любить никого другого. Вероятно, впервые любовь родилась из смерти, и тем не менее со мной случилось именно так.
Через какое-то время на маскараде певицу таинственно предостерегают быть осторожной. Более того, она узнаёт о существовании сразу нескольких заговоров при дворе. Так, принц Генрих не прочь свергнуть Фридриха Великого. Неназванное тайное общество в лице предсказателя Сен-Жермена не только в курсе всех событий в жизни Порпорины, но и уже вовлекло девушку в свою деятельность. А ещё Сен-Жермен поощряет её продолжать хранить верность Подебраду, слухи о кончине которого могут оказаться довольно преувеличенными.
Так вот, вы любите, любите впервые в жизни, любите по-настоящему, всем сердцем. И тот, кого вы любите так сильно, со слезами раскаяния, ибо год назад вы ещё не любили его, тот, чьё отсутствие для вас мучительно, чьё исчезновение обесцветило вашу жизнь и отняло у вас будущее, — это тот, кого вы видели лежащим на смертном ложе в пышном облачении, в каком знатные семьи с гордостью опускают в могилу своих усопших, это Альберт Рудольштадт.
Нет ничего невозможного, когда нужно вознаградить добродетель, и если ваша окажется достаточно высокой, вы получите высшую награду — они смогут даже воскресить Альберта и вернуть его вам.
Но до короля Фридриха, натуры недоверчивой и авторитарной, дошли сведения о контактах Порпорины. Заранее считая всех окружающих потенциальными предателями, монарх преступницей высылает Консуэло в крепость Шпандау. Простудившись во время прогулок под конвоем, девушка в горячке слышит скрипку любимого Альберта.
Консуэло «гостит» в Шпандау уже немало времени, когда через посредство добрейшего дурачка Готлиба у неё налаживается общение с неизвестным. Она по-прежнему то и дело слышит скрипку, так похожую на Страдивариуса Альберта, но пылкие письма неизвестного благородного рыцаря приятно будоражат её воображение. В конце концов перед ней встаёт возможность бежать из Шпандау. Консуэло в замешательстве пытается разобраться в себе. В ней борется восхищение образом Альберта — святого, идеального во всех отношениях человека — и притяжение к новому загадочному герою. В итоге Цыганочка приходит к мысли о собственной непоправимой порочности. Вследствие этого признания она решается на побег с неизвестным поклонником в маске.
Теперь он стоял во весь рост, и при слабом свете звёзд она различила на его лице чёрную маску. Но он был на голову выше Мейера и, даже закутанный в длинный плащ, казался стройным и изящным.
В карете между ними обнаруживается необъяснимый мощный магнетизм. Этому не препятствует даже упорное таинственное молчание её спасителя. Эротическое напряжение достигает апогея, и руки молодых людей соприкасаются.
Незнакомец прижал Консуэло к себе, и жар его груди чудодейственным образом воспламенил её, отняв силу и желание отстраниться. И, однако, в нежном и жгучем объятии этого человека не было ничего чувственного, ничего грубого. Его ласка не испугала и не осквернила целомудренной чистоты Консуэло; словно под влиянием каких-то чар, она забыла свою сдержанность, забыла девственную холодность, которая не покидала её даже в объятиях неистового Андзолето, и ответила на восторженный, жаркий поцелуй незнакомца, приникшего к её губам.
Она любила, любила впервые в жизни.
Консуэло пытается найти схожесть между своим спасителем и Альбертом. Действительно, общими являются высокий рост и величественная осанка. Обоим около тридцати. Но против гипотезы о воскрешении Рудольштадта говорит, во-первых, отличная физическая форма рыцаря, тогда как Альберт запомнился девушке измождённым и хрупким сомнабулой. Во-вторых, Консуэло никогда не видела в графе предмет для волнующих фантазий, а рыцарь-маска просто-таки выбивал её из привычной колеи.
— Он очень красив, синьора. Я никогда не видел никого красивее. Настоящий король.
— Неужели, Карл? Он ещё молод?
— Лет тридцати.
Интрига достигает высшей точки, когда рыцарь доставляет Консуэло в штаб-квартиру тайного общества Невидимых, которым руководит не кто иной, как мать графа Альберта.

## Литературное влияние
В момент написания писательница находилась под впечатлением работ Жоржа де Скюдери (1601—1667) и Сэмюэла Ричардсона (1689—1761).
Мадам Дюдеван продолжила литературные традиции Мадам де Сталь, автора «Коринны». И любовная линия между Цыганочкой Консуэло и Богемцем Альбертом является отражением отношений свободолюбивой полуитальянки Коринны с меланхоличных северянином Освальдом.
Жорж Санд перерабатывает миф о брошенной любовником Ариадне, образы гречанки Сафо и Коринны в гендерном духе, в результате чего имеет место коренная смена ролей: брошенным оказывается «неземной» Альберт. Такая роль для героя была призвана «растормошить» заядлых сексистов XIX века.
Атмосфера, в которой разворачиваются события «Графини Рудольштадт», является отражением художественных традиций Байрона, Шиллера, Томаса Отвея, автора готических романов Анны Рэдклифф, Купера и др.
Инертность Альберта берёт истоки в шекспировском образе Гамлета.
Кроме того, литературными предшественниками Альберта, страдающими или погибающими из-за любви, стали: юный Вертер Гёте, разочарованный в любви маньяк из «Джулиан и Маддало» Шелли, герои французского поэта Нерваля.

## Система образов и художественные особенности
Отличительной особенностью романа является смешение принципов историзма с художественным вымыслом писательницы. Характеры реальных исторических личностей тщательно выписаны, наделены индивидуальностью и выглядят вполне правдоподобными. Однако увлекательности и развитию сюжета только во вред желание автора в мельчайших подробностях раскрыть суть интересовавших её социально-философских вопросов: противоборства деспотизму, сохранения душевной чистоты перед лицом испытаний, божественности истинного таланта и пр.
Критики отмечают, что сильной стороной романа являются выразительные описания характеров, живые зарисовки образа жизни прусской монаршей семьи, внимание к изображению театральных устоев того века.
Так, основной чертой мужских характеров в изображении Мадам Дюдеван являются распущенность и эгоизм (Фридрих, барон фон Пельниц и прочие царедворцы). Этим порочным характерам противопоставляются «чистые души» — Альберт, Готлиб, Тренк. Так, британский литературный журнал «Атенеум» называет Альберта фон Рудольштадта «Avatar of Spirit» — Воплощением Духа. При этом неминуемо напрашивается мысль, что совмещение добропорядочности и полной дееспособности не представлялось автору возможным: все положительные герои неизменно помешаны или просто «не от мира сего». Впрочем, в этом проявляется символический конфликт с реальностью: чем быть покорным и добропорядочным подданным монарха-тирана, достойней протестовать, в чём уже просматривается немалое безумие.
Действительно, выпады против тирании абсолютной монархии также часто звучат на страницах «Графини Рудольштадт», и политическая проблематика то и дело вмешивается в развитие любовного конфликта. Это, безусловно, является основным минусом романа: читатели искали в продолжении «Консуэло» новую страницу в отношениях героини с её загадочным супругом Рудольштадтом, а вовсе не описание немыслимых ритуалов тайных сообществ. Развитию действия только вредит изрядная затянутость этих описаний, вычурность длинных монологов героев, превозносящих свободу и порицающих контроль власти над свободным искусством.
Однако вырвавшись из пут утомительных подробностей борьбы повстанцев с тиранией, читатель наверняка оценит детективную интригу «Графини Рудольштадт». Создание и развитие этой интриги является несомненной литературной победой Жорж Санд. Детективный элемент повествования — сомнения в реальности смерти мужа, поиск доказательств его предполагаемого воскрешения, истолкование возможных встреч с ним, соотнесение фигуры чародея Трисмегиста с персоной графа Альберта — является сильной стороной романа по сравнению с «Консуэло».
Слабой стороной романа является то, что, стремясь выразить свои философские воззрения через посредство созданных образов, писательница излишне «нагромождает» необычайное и сверхъестественное.
«Нагромождение» — плеоназм — коснулось и характеров героев. Так, характеризуя образ графа Альберта, тот же «Атенеум» называет его «одним из наиболее гротескных религиозных монстров, когда-либо выходивших из-под пера Мадам Дюдеван».  В его образе нет полутонов, а черты характера страшно гипертрофированы. Так, уже зная из «Консуэло», что молодой граф — талантливый скрипач, эрудированный врач, полиглот, знаток истории, религии и философии, а также мужчина эффектной и благородной наружности, благодаря «Графине Рудольштадт» мы лишь пополняем этот список. Потомок Подебрада также входит в руководство тайного ордена, уже не первый год посещает принцессу Амалию Прусскую для проведения магических сеансов и гадания, участвует в вызволении невинно осуждённых. Очевидно, что для фабулы романов хватило бы и половины названных особенностей.

## Романтические особенности романа
Жанр готического романа как нельзя более подходит для отражения черт такого литературного направления, как романтизм.
Романтические особенности прослеживаются в развитии действия, в применении пейзажа, портрета, художественных деталей и психологизме.
Наиболее отчётливо эти особенности видны на примере образов главных действующих лиц романа: певицы Консуэло и графа Альберта.

### Граф Альберт
Провидец, «сверхчеловек», но и «бедолага». «The Byronic-Promethean-Satanic type»: байронический, прометеевый, сатанинский литературный тип. В его образе находит отражение так называемый «космический пессимизм»: современный мир не представляется герою подходящим местом, чтобы жить, разве что кардинальные перемены не замедлят свершиться.
Изобретённый Байроном эскапизм — основное средство Альберта Рудольштадта для спасения от нарекшего его безумным мира. Свои регулярные «побеги» он проделывает не только в сокрытые под землёй
пещеры Шренкенштейн. Помешательство, сомнабулизм Альберта — также «побег» от реальности. Если деспотизм абсолютной монархии, беспрекословное выполнение причуд королей-самодуров — удел разумных, то молодой граф предпочитает бежать из такого «царства разума» в мир своих грёз.
В «Консуэло» романтическое двоемирие побуждает героя погружаться в события минувших веков, переживая победы и поражения Жижки и притесняемых христиан-славян. В «Графине Рудольштадт» молодой граф живёт сразу в нескольких мирах: для всей Европы он последний из Рудольштадтов, безвременно присоединившийся к родовитым предкам; для увлекающихся мистикой принцесс и их экзальтированных придворных он чародей Трисмегист, знаток прошлого и будущего; для революционеров, жаждущих сбросить оковы самовластья, он глава тайного ордена; а для простого люда, притесняемого железной пятой монархии, он безымянный спаситель, бескорыстно являющийся по первому зову. Для Консуэло Альберт — при жизни канонизированный, а после кончины обожествлённый идеал чести, таланта и интеллекта. Для неё же он — благородный рыцарь-маска, волнующий кровь.
На протяжении почти половины романа Альберт является внесценическим персонажем — то есть неоднократно упоминаемым, но не принимающим непосредственного участия в действии.
На протяжении всего повествования он окружён не только ореолом святости в глазах Консуэло, но и ореолом романтическим— ореолом исключительности. Она проявляется, во-первых, в портрете: «визитная карточка» Альберта — неповторимая величественная осанка; а высокий белый лоб выдаёт в нём философа и аристократа безупречной крови. Во-вторых, в избранной для него автором судьбе: герой рождён от страдающей летаргическими припадками матери в древнем Замке Исполинов близ Богемского леса; он последний граф в роду; его мать была заживо погребена, и сына не миновал подобный жребий; в период своей жизни с 20 до 28 лет он посетил Италию, Францию, Англию, Пруссию, Польшу, Россию,Турцию, Венгрию, Южную Германию и Баварию, бывал при самых блестящих дворах Европы; более того, он сам прямой потомок чешского короля Георгия Подебрада; Альберт блестяще образован, начитан, подкован в науках и псевдонауках, сведущ в языках (в частности, он мастер синхронного «перевода с листа» без предварительной подготовки с древнегреческого на испанский), искусстве и политике.
… самого любезного, самого молодого, самого красивого, самого храброго, самого щедрого, самого умного и самого благородного из всех…

## Философская и религиозная тематика
В романе освещаются разнообразные религиозно-философские течения, интерпретации идеи божественности и секты, в том числе манихейство, милленаризм, мистицизм, теософия, западная софиология, кабалистика (средневековое мистическое учение), каликстины. В частности, секта Невидимых может оказаться членами реально существовавшего фемгерихта (тайных средневековых судилищ), а также отсылкой к так называемым Иллюминатам.
Так, один из главных героев романа Альберт Рудольштадт разделяет идеи средневекового немецкого богослова Якоба Бёме, цитата из чьего сочинения приводится в тексте романа.
«В своей схватке с Люцифером Бог не уничтожил его. Слепой человек, ты не понимаешь причины? Она в том, что Бог сражался с Богом. То была борьба одной грани Божественного начала с другой его гранью».
Альберт в своей теории допускает оправдание духа зла, то есть обращение и примирение. Зло, по мнению Альберта, лишь заблуждение, и в один прекрасный день Божественный свет должен рассеять это заблуждение и прекратить существование зла.
Альберт поддерживает по сути индуистскую идею реинкарнаций, увенчивающихся обретением истины.
Альберт не сомневался в том, что душа его, выйдя из мимолётных объятий смерти, начнёт на сей земле новый ряд перевоплощений, после чего будет призвана созерцать посланную провидением награду.

## Интересные факты
В статье «По следам женского романтизма: гендер, история и трансцендентность» Кари Локк рассматривает историю Консуэло и Альберта под необычным гендерным углом. Так, она невысоко оценивает влечение Консуэло к новому Альберту-Ливерани, называя это влечением к «феминизированному» мужчине. Однако и Консуэло — «маскулинизированная» женщина. В романе проиллюстрирован так называемый мотив Орфея: главные герои «Графини Рудольштадт» попеременно меняются ролями Орфея и Эвридики, спасителя и спасённого.
И Консуэло, и Альберт андрогинны. Девственная певица способна к созданию истинного, чистого, трансцендентного искусства. В «Графине Рудольштадт» мы узнаём, что Консуэло не чуждо и сексуальное влечение, но в этом выражается лишь провозглашение Санд сексуальной свободы. Её Консуэло отвергает все мужские ценности: так, она отвергает меланхолию Альберта и его ересь. Санд находит решение этой проблемы: Альберт столь же предан политике, как Консуэло — искусству. Парадигмы мужского и женского, художника и активиста напросто сливаются в единое целое. В результате Альберт ни секунды не настаивает, чтобы его возлюбленная отказалась от сцены, а формально аполитичная Консуэло выходит замуж не только за графа, но заодно и за его тайное сообщество Невидимых.

Мы встречаем романтический образ, близкий сандовскому Альберту, в котором Консуэло видит Сатану, мятежного ангела, в поэме Лермонтова «Демон». Поэма написана за несколько лет до дилогии Жорж Санд. Описания Сатаны схожи у Санд и у Лермонтова. В «Консуэло» встречаются следующие строки:
…le plus beau des immortels apre`s Dieu, le plus triste apre`s Je´sus, le plus fier parmi les plus fiers…
…the beautiful one, the sorrowful, the immortal, proudest among the proud…
…самого прекрасного из всех бессмертных после Бога, самого печального после Иисуса, самого гордого из всех гордых…
В «Демоне» мы читаем:
Печальный Демон…
…гордый дух…
Пришлец туманный и немой,
Красой блистая неземной…
Прообразом графа Альберта послужил композитор Фредерик Шопен, на протяжении долгого периода бывший любовником Жорж Санд и представлявший собой само воплощение романтической меланхолии.